# Estação Sherbourne
Sherbourne é uma estação do metrô de Toronto, localizada na linha Bloor-Danforth. Localiza-se no cruzamento da Bloor Street com a Sherbourne Avenue. Sherbourne possui um terminal de ônibus integrado, que atende a uma linha de superfície do Toronto Transit Commission. O nome da estação provém da Shebourne Avenue, a principal rua norte-sul servida pela estação.